# Нападівка (Вінницький район)
Напа́дівка — село в Україні, у Липовецькій міській громаді Вінницького району Вінницької області. Населення становить 772 осіб. До станції Богданівка — 5 км.

## Історія
Станом на 1885 рік у колишньому власницькому селі Росошанської волості Липовецького повіту Київської губернії мешкала 1399 осіб, налічувалось 213 дворових господарств, існували православна церква, школа та 2 водяних млини.
За переписом 1897 року кількість мешканців зросла до 1845 осіб (884 чоловічої статі та 961 — жіночої), з яких 1795 — православної віри.
12 червня 2020 року, розпорядженням Кабінету Міністрів України № 707-р «Про визначення адміністративних центрів та затвердження територій територіальних громад Вінницької області», увійшло в Липовецьку міську громаду.
19 липня 2020 року, в результаті адміністративно-територіальної реформи та ліквідації Липовецького району, село увійшло до складу Вінницького району.

## Населення

### Мова
Розподіл населення за рідною мовою за даними перепису 2001 року:
| Мова       | Кількість | Відсоток |
| ---------- | --------- | -------- |
| українська | 769       | 99.61%   |
| російська  | 2         | 0.26%    |
| білоруська | 1         | 0.13%    |
| Усього     | 772       | 100%     |

## Відомі особи та пам'ятки
У селі довгий час проживав відомий данський поет, перекладач і науковець — Тор Ланге (1851—1915). Окрім літературної праці, він займався агрономією, ботанікою (навіть вирощував у теплиці цитрусові та ананаси).
До початку 2000-них років частково збереглась садиба Ланге:
- головний палац;
- флігель (колишній «жовтий» палац);
- брама;
- круглий басейн;
- залишки парку.

За радянських часів у палаці розміщувалася школа. Нині садиба закинута і поступово руйнується.

## Галерея

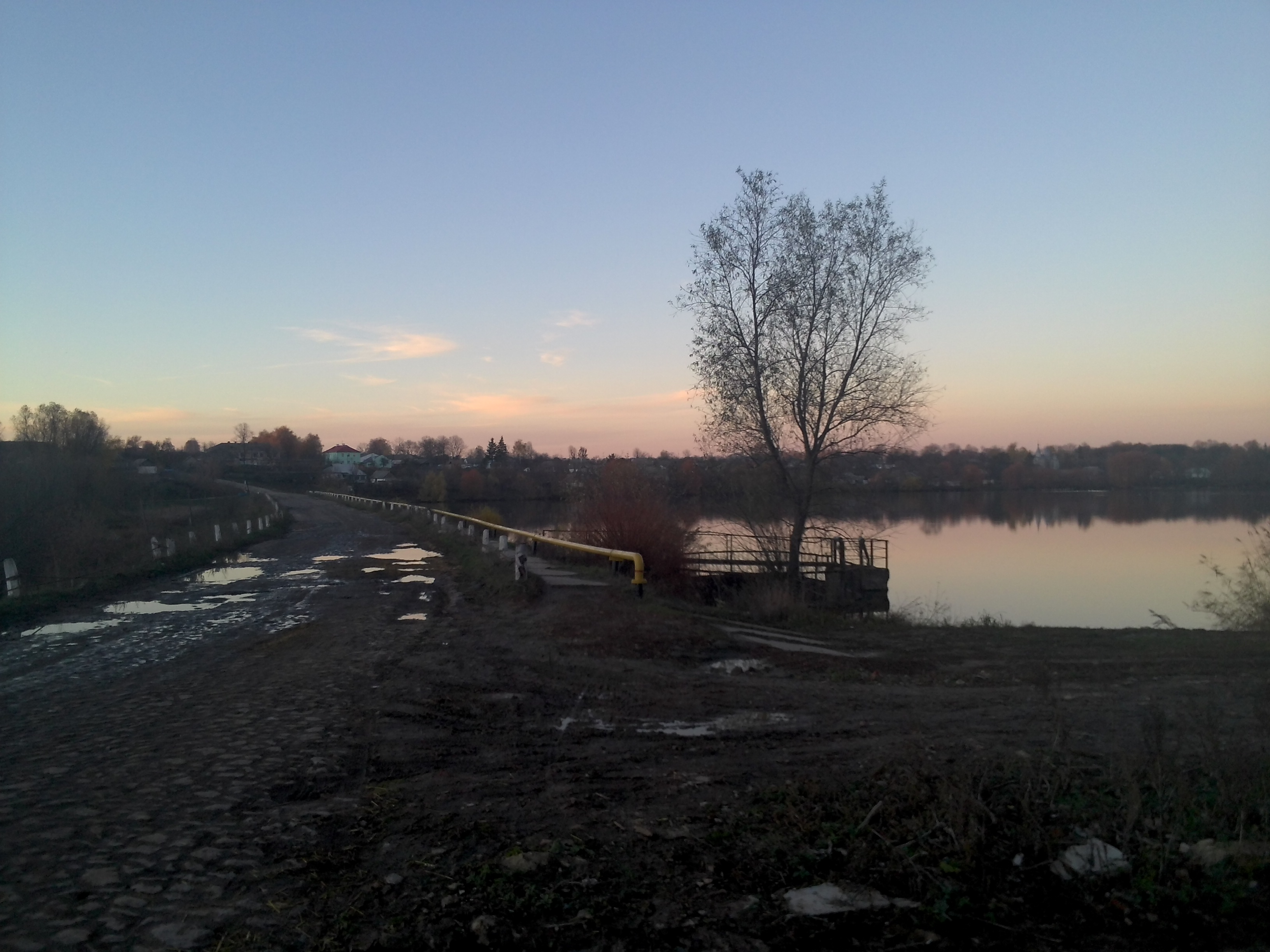
Дорога та ставок у Нападівці
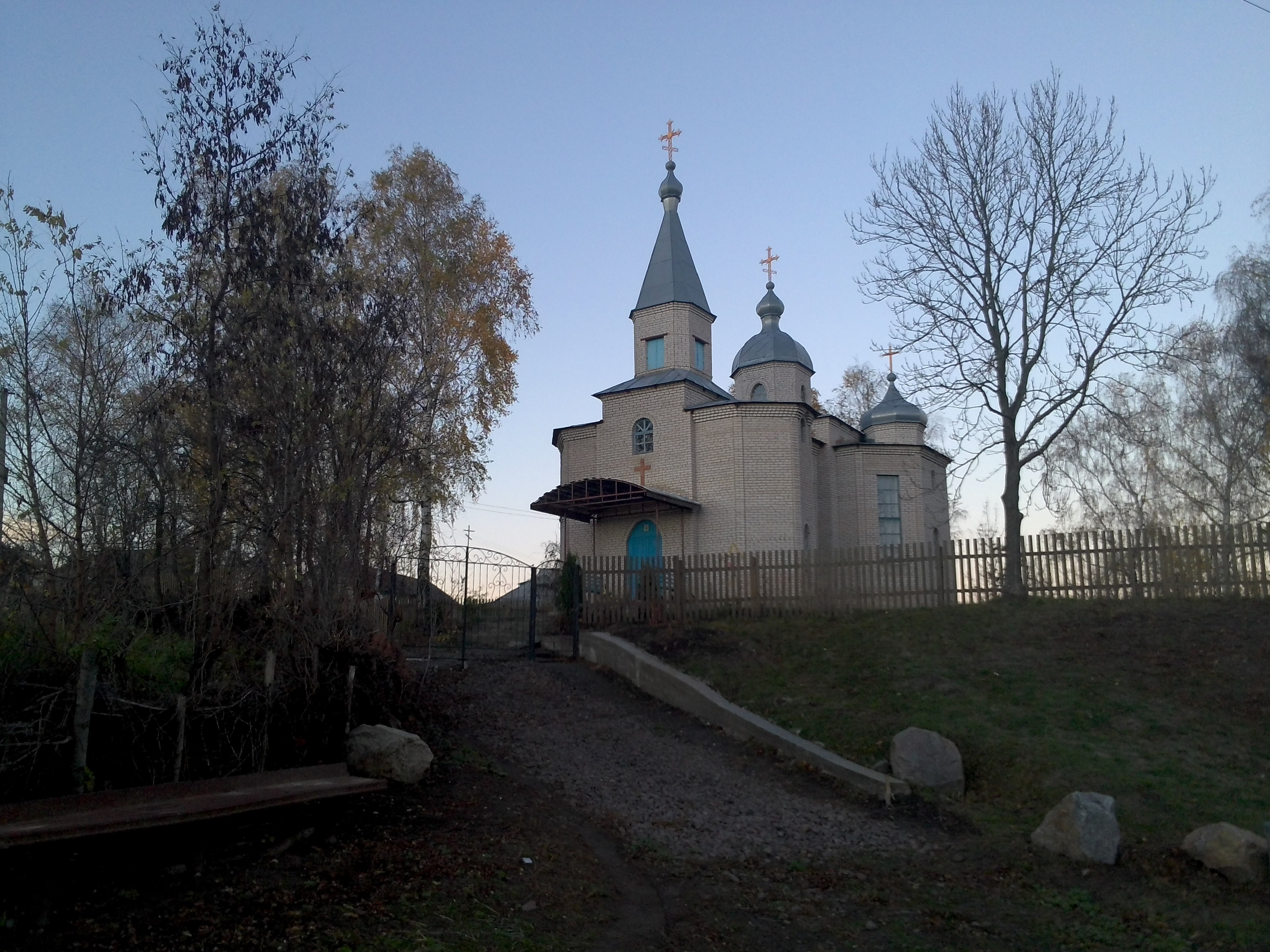
Церква
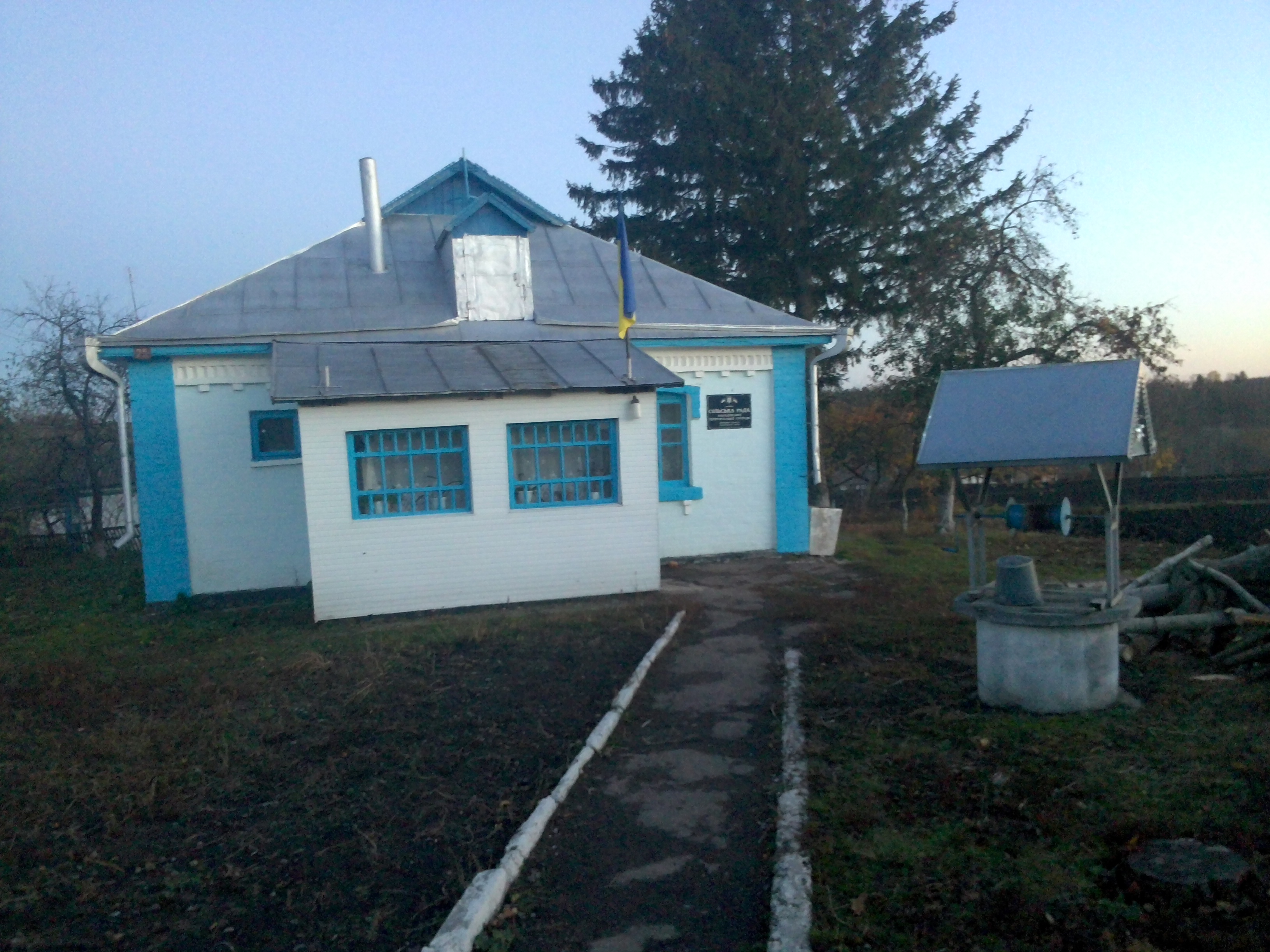
Сільська рада
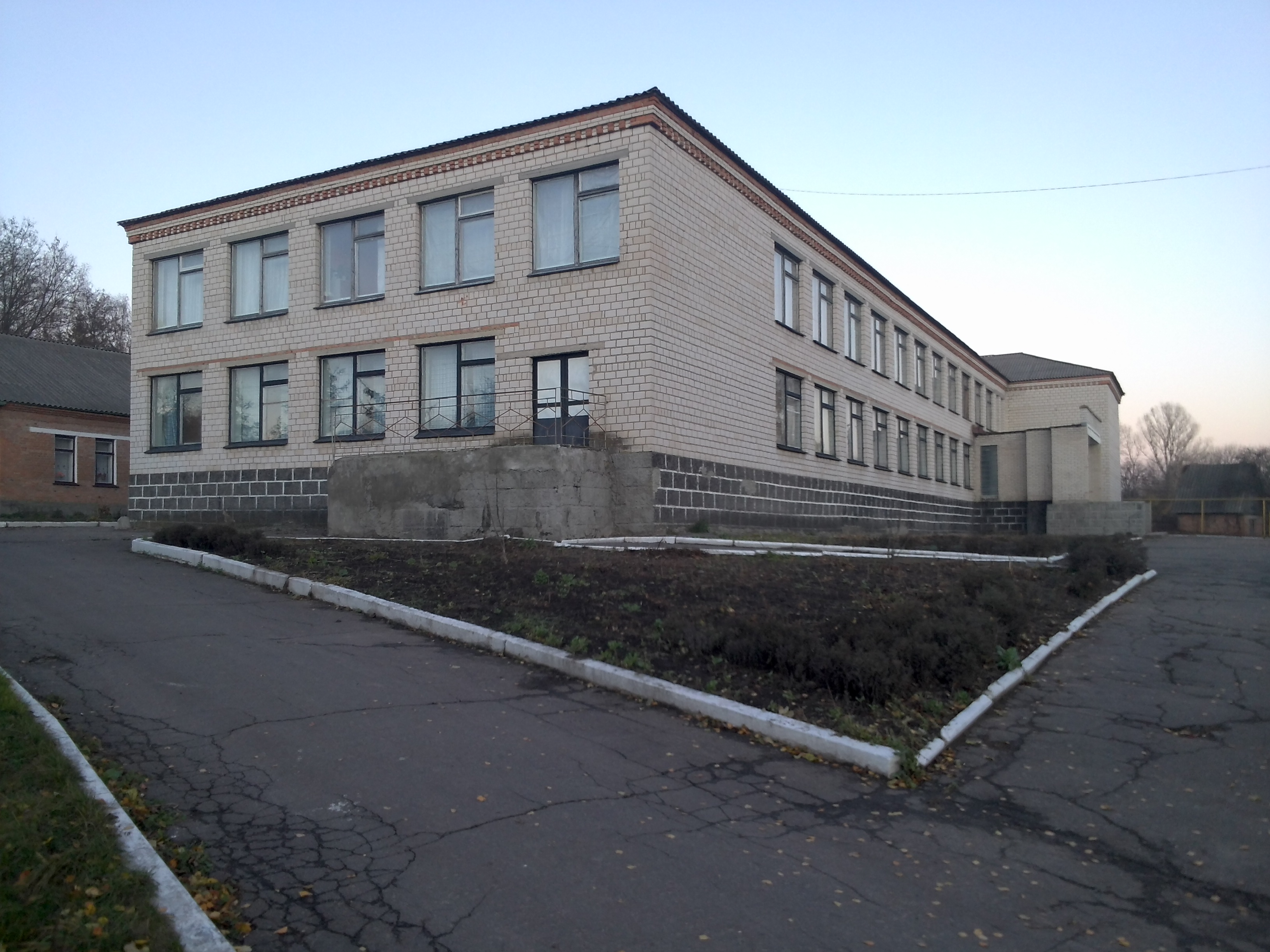
Школа
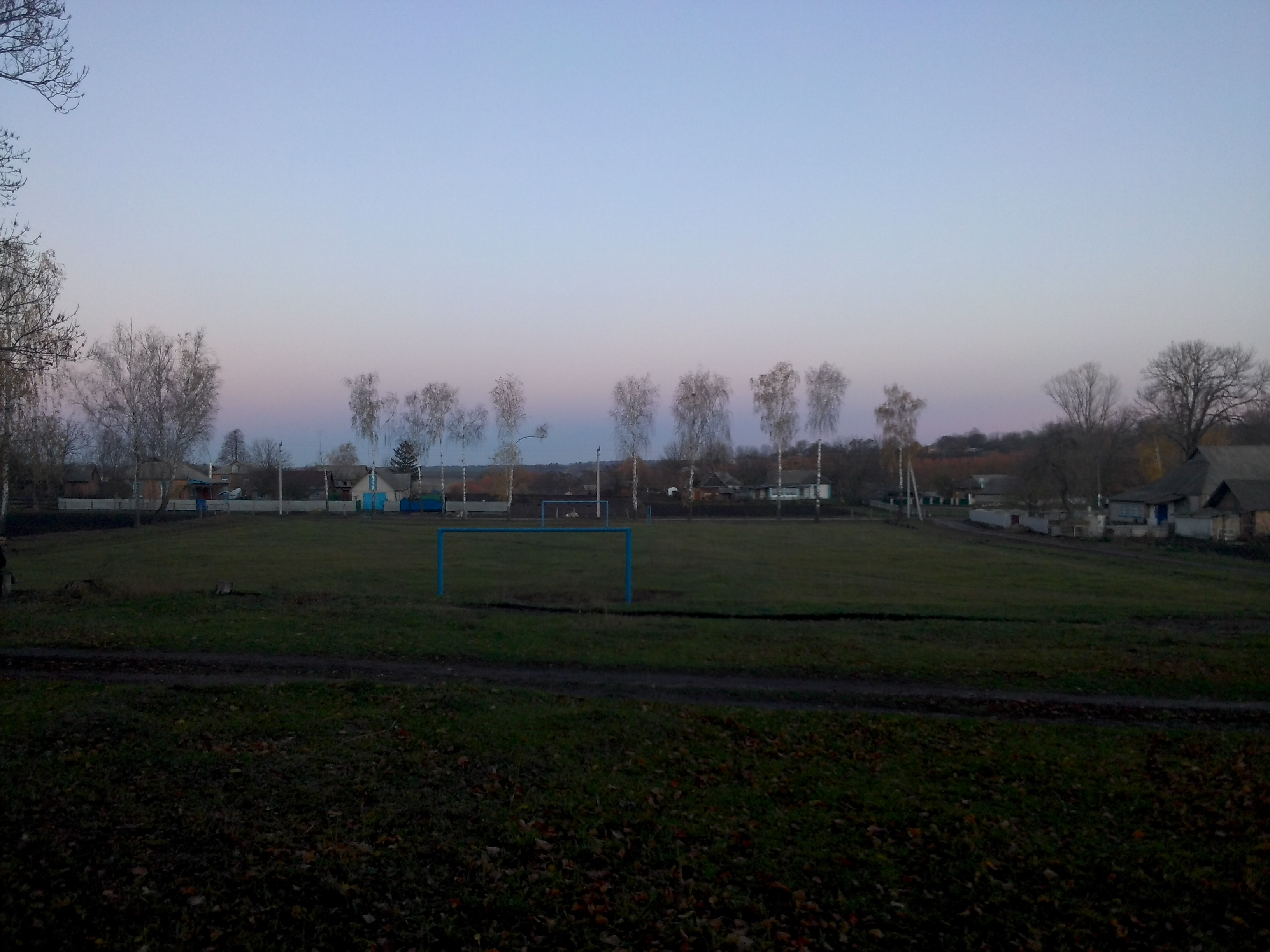
Стадіон
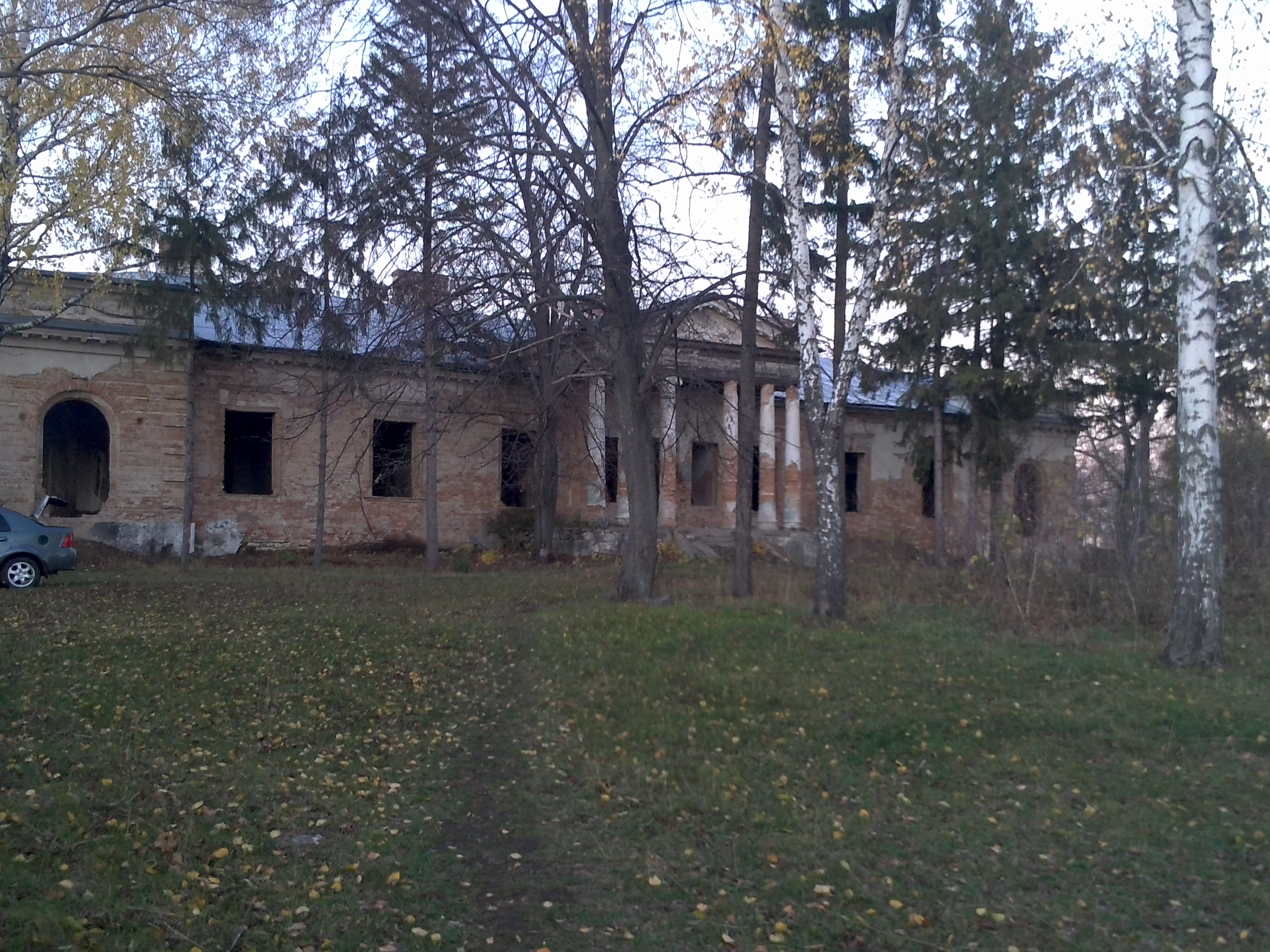
Палац Тора Ланге
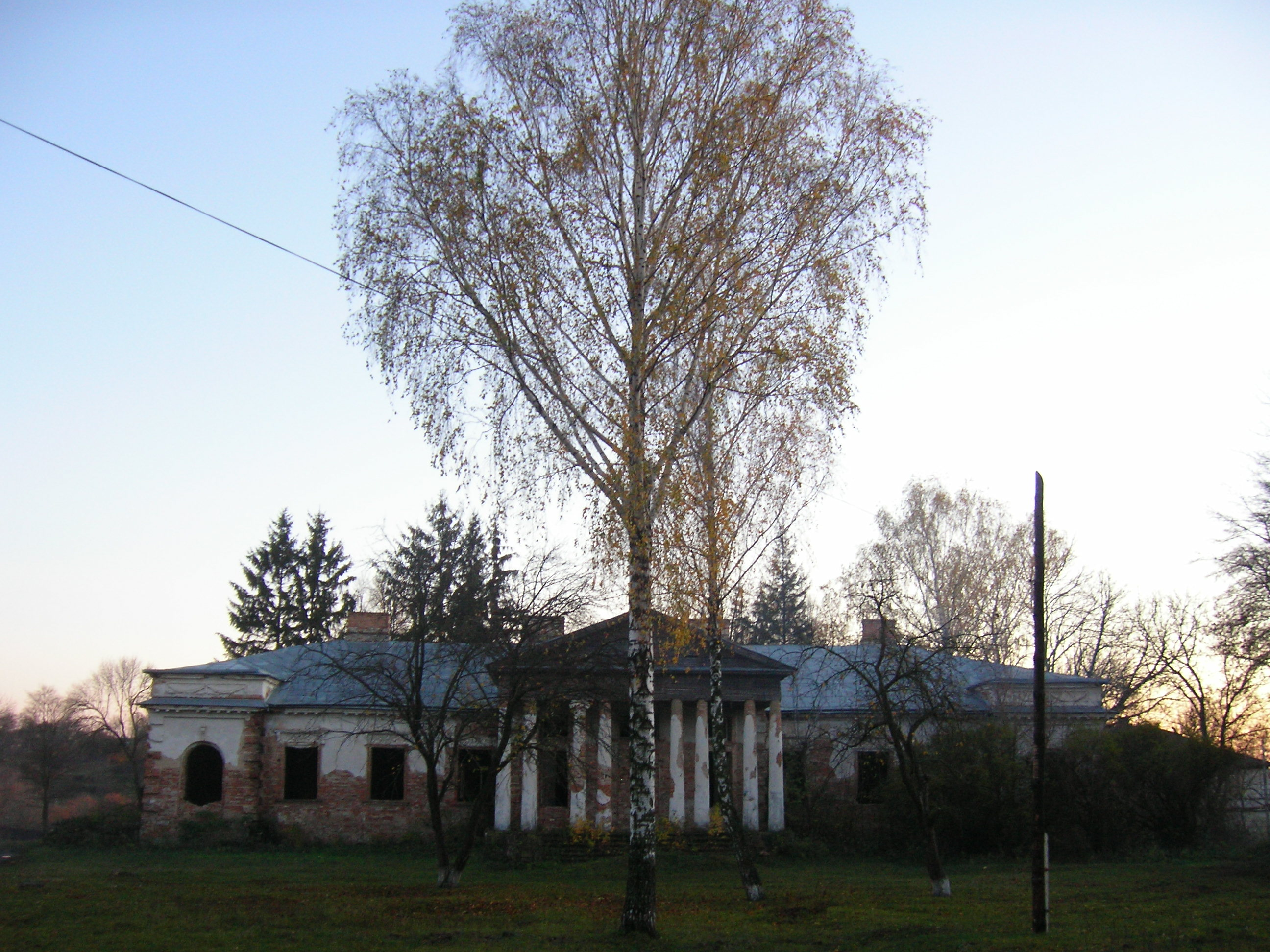
Палац Тора Ланге (вид із парку)
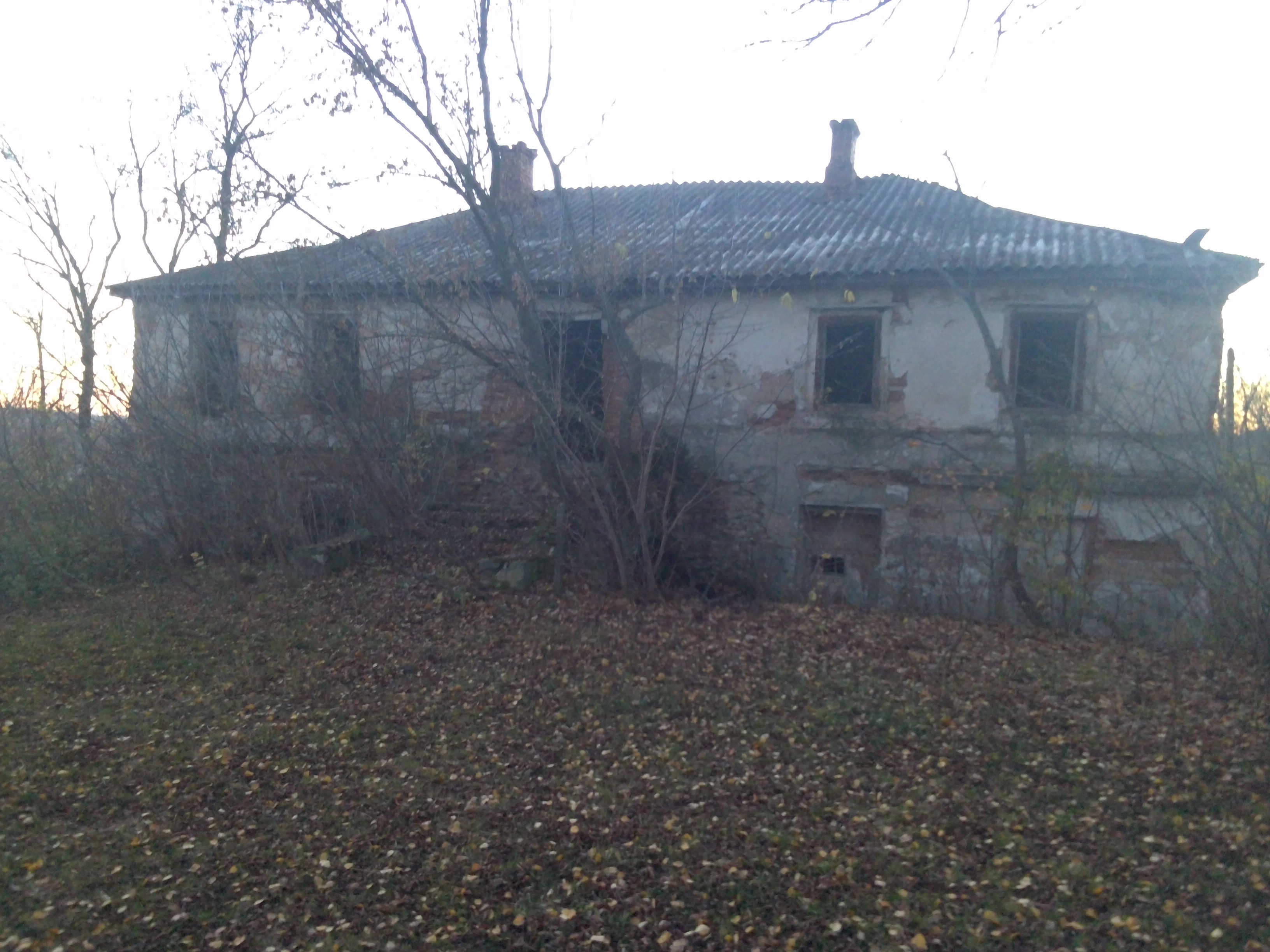
Флігель палацу
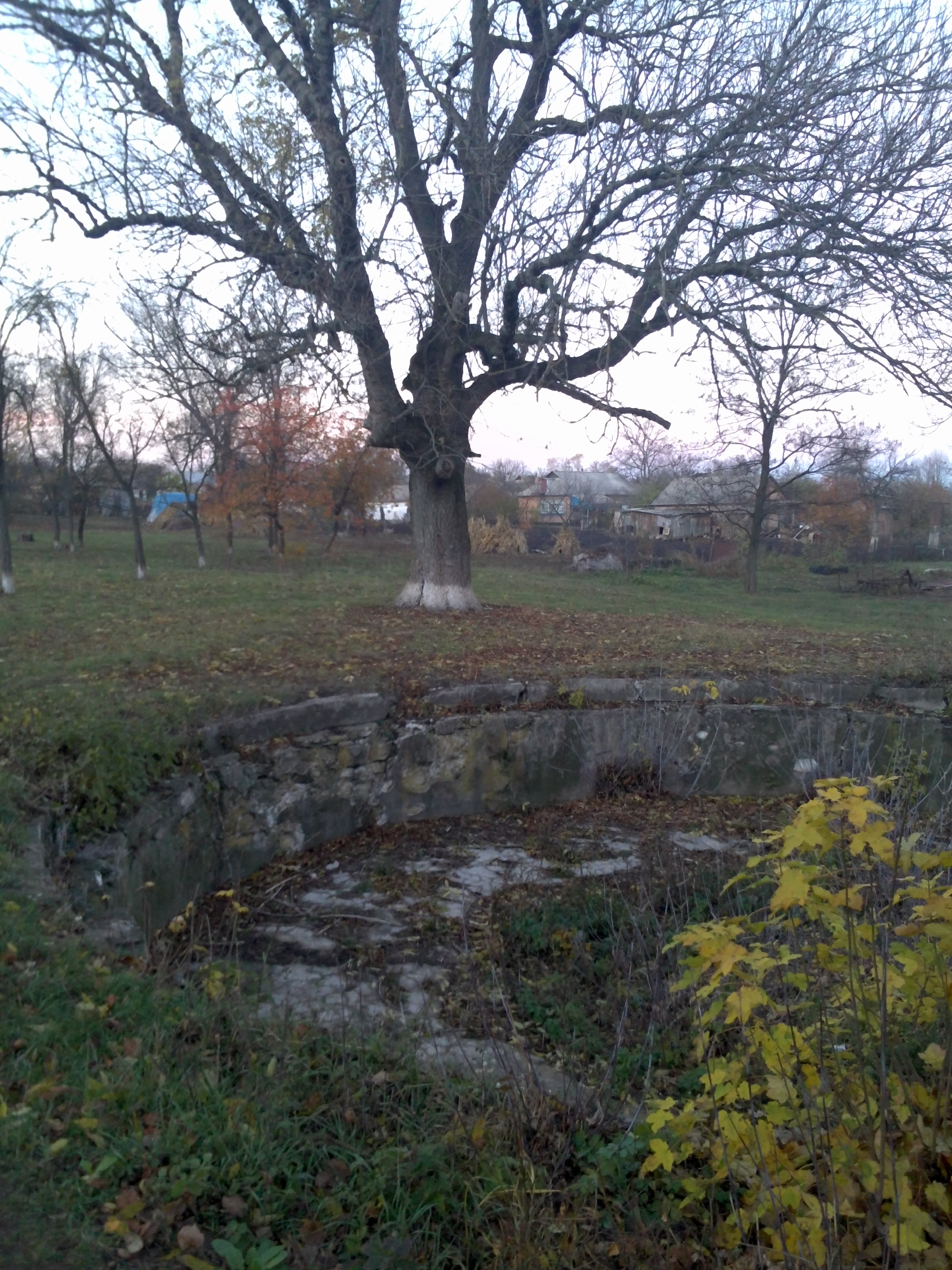
Басейн у дворі палацу
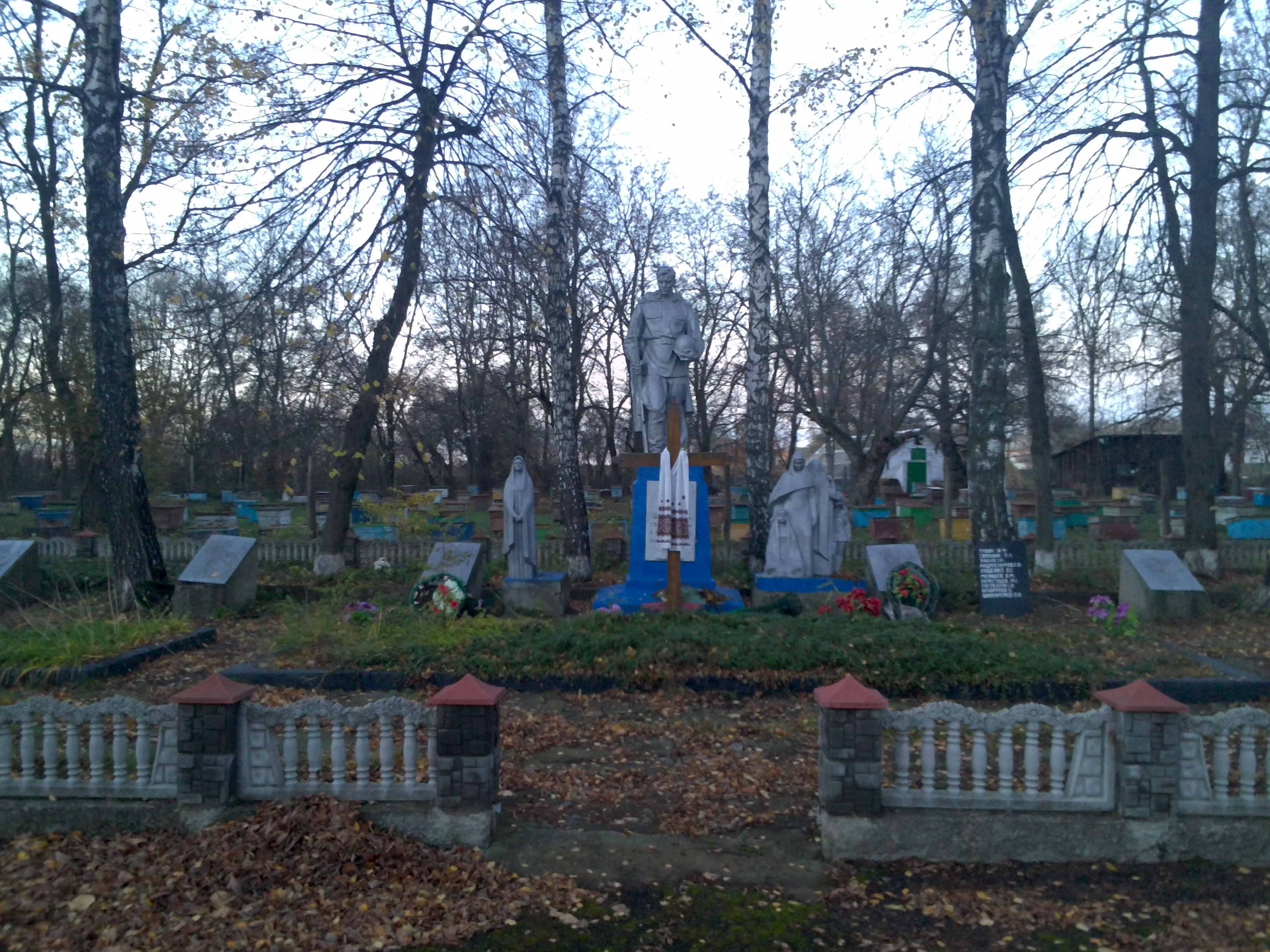
Братська могила
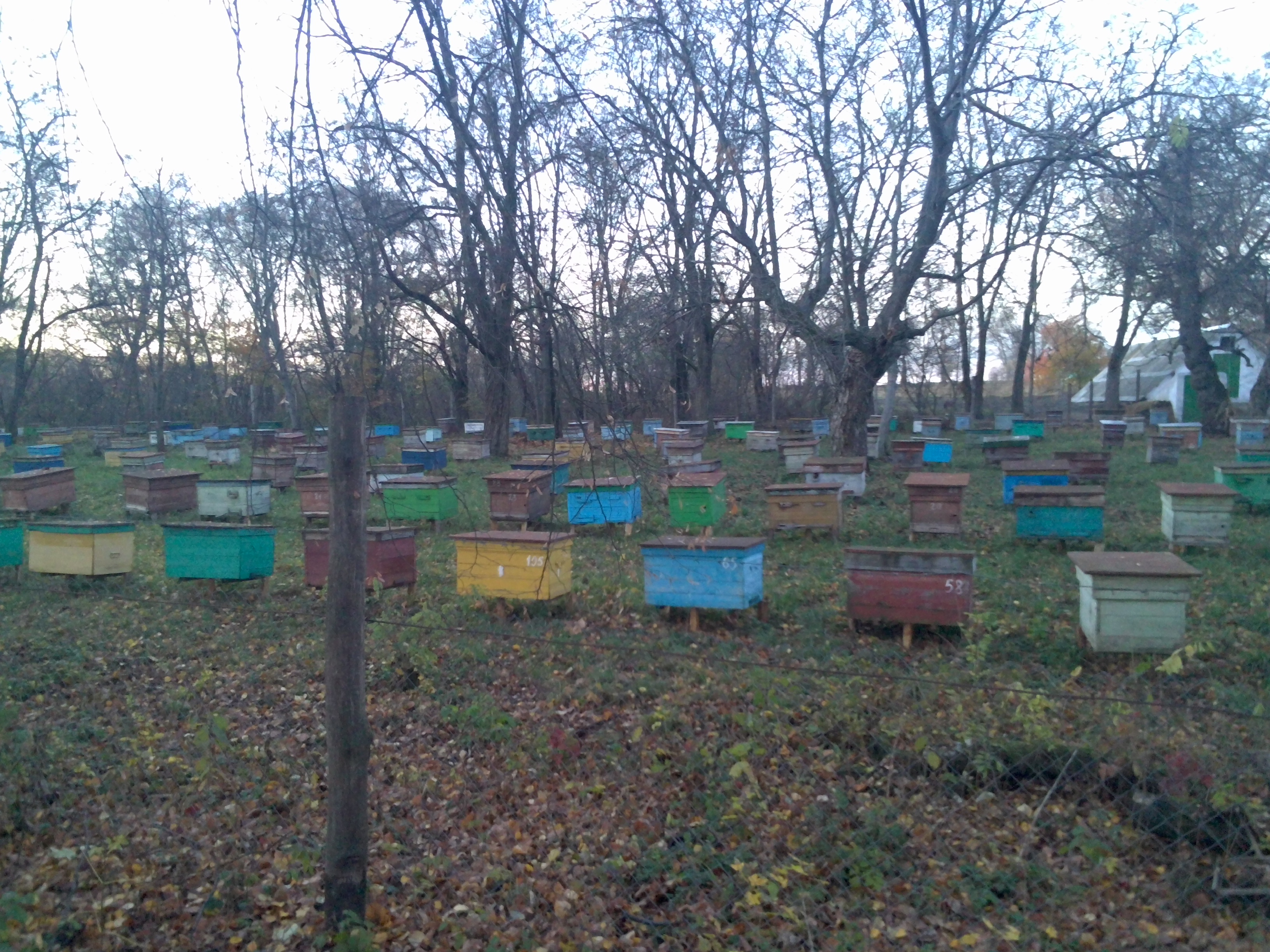
Пасіка в парку
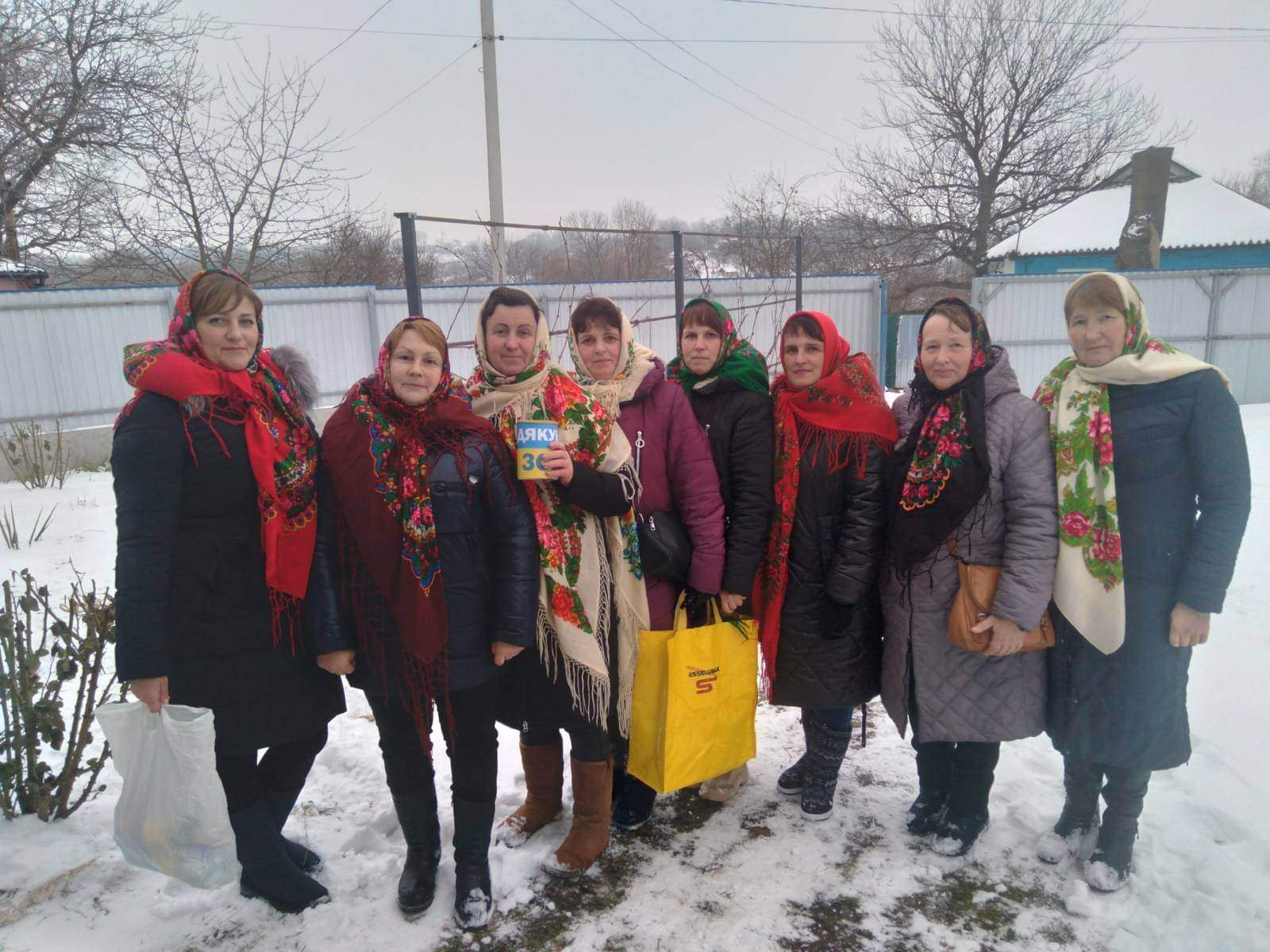
Фольклорний колектив "Нападівчаночка"

.